# Антсла
А́нтсла (ест. Antsla, заст. Анзль, Анцен) — місто без муніципального статусу на південному сході Естонії у мааконді Вирумаа. Адміністративний центр валду Антсла.

## Історія
У 1950—1959 роках був центром Антсласького району.

## Населення
| 1922  | 1926   | 1934   | 1959   | 1970   | 1979   | 1989   | 2000   | 2003   | 2006   | 2011   | 2017   | 2018   | 2019   | 2020   | 2021   |
| ----- | ------ | ------ | ------ | ------ | ------ | ------ | ------ | ------ | ------ | ------ | ------ | ------ | ------ | ------ | ------ |
| → 920 | ↗ 1295 | ↗ 1558 | ↗ 2453 | ↘ 2211 | ↘ 1952 | ↘ 1688 | ↘ 1547 | ↘ 1502 | ↘ 1458 | ↘ 1402 | ↘ 1314 | ↘ 1312 | ↘ 1308 | ↘ 1276 | ↘ 1263 |

## Міста-побратими

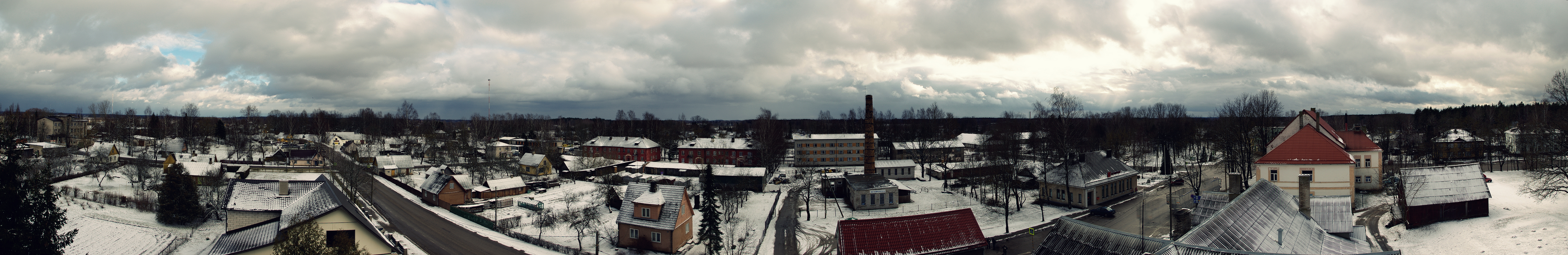
Панорама міста Антсла

- Перхо,
- Уусікаупункі,